# Mike Phelan

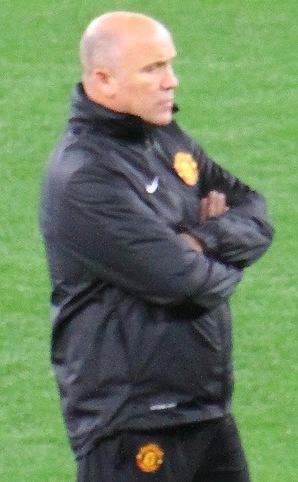
Mike Phelan

Michael Christopher "Mike" Phelan, född 24 september 1962, är en engelsk före detta fotbollsspelare som var tränare för Hull City. 
Phelan var tidigare spelare för Manchester United, Burnley och Norwich City innan han avslutade sin karriär i West Bromwich Albion. Han spelade en landskamp för England totalt. Han var tidigare assisterande tränare för Manchester United under Sir Alex Ferguson.
I december 2018 var Phelan tillbaka i United, denna gången som assistent till Ole-Gunnar Solskjaer.